# Pseudopachychaeta approximatonervis
Pseudopachychaeta approximatonervis är en tvåvingeart som först beskrevs av Zetterstedt 1848.  Pseudopachychaeta approximatonervis ingår i släktet Pseudopachychaeta och familjen fritflugor. Arten är reproducerande i Sverige. Inga underarter finns listade i Catalogue of Life.